# Mildred Bright
Mildred Bright (Nova York, 30 d'abril de 1892 – Woodland Hills (Los Angeles), 27 de setembre de 1967) va ser una actriu de cinema mut nord-americana.

## Biografia
Va néixer a Manhattan el 1892 i es va educar a l'escola del convent de Holy Name a la mateixa ciutat. Inicialment va treballar en el món del teatre musical i del vodevil a Broadway participant per exemple en l'obra “Havana” (1909) dels germans Shubert. També va actuar com a model de diferents artistes i era considerada una bona aquarel·lista. L'octubre del 1912 va ser contractada per la productora Éclair American debutant amb la pel·lícula “When an Old Maid Gets Busy” (1912). Allà va conèixer el que seria el seu marit, Robert Frazer, amb qui es casaria el 1913. Durant bona part del 1912 i 1913, les pel·lícules en que va participar van ser dirigides per Étienne Arnaud. El març del 1914 es va produir un incendi als estudis Eclair a Fort Lee que va cremar fins i tot el laboratori. Mentre intentava reconstruir l'estudi, part de la companyia, entre els quals hi havia Mildred Bright, Edna Payne i Joe Ryan, va ser enviada a Tucson (Arizona) per continuar rodant pel·lícules dirigits majoritàriament per Webster Cullison.
Posteriorment, aquell mateix 1914 Bright va abandonar el cinema tot i que el 1922 encara va participar en una darrera pel·lícula. Robert Frazer va morir el 1944 de leucèmia i ella li va sobreviure fins al 1967 quan va morir en la llar per a actors de Woodland Hills (Califòrnia).

## Filmografia
- When an Old Maid Gets Busy (1912)
- The Vengeance of the Fakir (1912)
- An Accidental Servant (1913)
- The Spectre Bridegroom (1913)
- The Love Chase (1913)
- The Crimson Cross (1913)
- For Better or for Worse (1913)
- The Sons of a Soldier (1913)
- The Witch (1913)
- The Banker's Daughter (1913)
- Rob Roy (1913)
- A Puritan Episode (1913)
- One of the Rabble (1913)
- Oh! You Rubber! (1913)
- Trouble on the Stage (1913)
- Loaded (1913)
- Apply to Janitor (1913)
- Cue and Miss Cue (1914)
- The Snake Charmer (1914)
- An Enchanted Voice (1914)
- Valentine's Day (1914)
- The Electric Girl (1914)
- In a Persian Garden (1914)
- The Renunciation (1914)
- The Dupe (1914)
- Mesquite Pete's Fortune (1914)
- For His Father's Life (1914)
- Fate's Finger (1914)
- The Man Who Came Back (1914)
- Cupid, a Victor (1914)
- The Quarrel (1914)
- Smallpox on the Circle U, de Webster Cullison (1914)
- The Strike at Coaldale (1914)
- Partners of the Sunset(1922)